# Tengo todo excepto a ti (canción)
«Tengo todo excepto a ti» es el título de una balada escrita, producida y arreglada por el compositor y productor musical español Juan Carlos Calderón e interpretada por el artista mexicano Luis Miguel. Se publicó como el sencillo principal de su séptimo álbum de estudio 20 años (1990). Alcanzó el puesto número uno en toda Iberoamérica, se convirtió en su cuarto sencillo número uno en la lista Billboard Hot Latin Tracks después de "Ahora te puedes marchar", "Fría como el viento" y "La incondicional" y fue nominado para el Pop. Canción del año en los Premios Lo Nuestro. El álbum padre llegó al número dos en la lista de Álbumes Pop Latino y vendió más de 600,000 copias en su primera semana de lanzamiento.
El cantante hizo la transición a la adultez con el álbum 20 años, que refleja su edad en el momento de su lanzamiento. "Tengo todo excepto a tí" fue incluido en la lista de éxitos para su 20 Años Tour en 1990, también en un popurrí junto a "Yo que no vivo sin tí", "Culpable o no (Miénteme como siempre)", "Más allá de todo", "Fría como el viento", "Entrégate" y "La incondicional" durante sus presentaciones en vivo en el Auditorio Nacional de la Ciudad de México. Esta actuación fue lanzada más tarde en su álbum El concierto (1995). En el año 2005, la canción fue incluida en el álbum recopilatorio Grandes éxitos.

## Rendimiento del gráfico
La canción debutó en la lista Billboard Hot Latin Songs (anteriormente Hot Latin Tracks) en el número 33 en la semana del 2 de junio de 1990, subiendo a la lista de las diez más populares dos semanas más tarde. "Tengo todo Excepto a Ti" alcanzó el número uno el 21 de julio de 1990, ocupando esta posición durante ocho semanas consecutivas, reemplazando a " El Cariño Es Como Una Flor " de Rudy La Scala y siendo reemplazado por José Feliciano con " ¿Por qué tengo Tengo que Olvidar? ". "Tengo Todo Excepto a Ti" ocupó el segundo lugar en el Billboard Year-End Chart de 1990 , y se convirtió en la estancia más larga de Luis Miguel en el número uno y su quinto sencillo para alcanzar el máximo, siguiendo " Palabra de Honor " 1984)," Ahora Te Puedes Marchar " 1987) " La Incondicional " y " Fría Como el Viento " (ambas 1989). El sencillo también alcanzó el número uno en México.

### Sucesión en las listas
| Predecesor: El cariño es como una flor de Rudy la Scala | U.S. Billboard Hot Latin Tracks — Sencillo N°. 1 21 de julio de 1990 - 14 de septiembre de 1990 | Sucesor: ¿Por qué te tengo que olvidar? de José Feliciano |

## Video musical
Se realizó un video de la canción en lugares de Los Roques, Venezuela. Fue dirigido y producido en 1990 por Henrique Lazo. El video fue filmado en la playa con Luis Miguel junto a la cantante, actriz y exmodelo venezolana Ruddy Rodríguez.

## Versiones de portada
"Tengo Todo Excepto a Tí" ha sido cubierto por varios artistas, entre ellos Aramis Camilo, Carlos Cuevas, Los Flamers, Darvel García, Kika y Raúl, Los Mirlos, Komboloko y Giovanni Vivanco. La banda mexicana La Posta también grabó una versión de la canción, que fue utilizada como el tema principal de la telenovela del mismo título, que fue transmitida en México por TV Azteca . La canción también fue grabada por la cantante mexicana Edith Márquez y fue incluida en su álbum ¿Quién Te Cantará? La Música de Juan Carlos Calderón , un tributo de 2003 producido por Calderón. Márquez fue galardonado con una certificación de álbum de oro en México para este álbum. 

## Créditos y personal
- Arreglos: Juan Carlos Calderón
- Batería y Percusión: John Robinson
- Bajo: Dennis Belfield y Neil Stubenhaus
- Guitarra eléctrica: Paul Jackson, Jr.
- Piano y Sintetizadores: Robbie Buchanan y Juan Carlos Calderón
- Cuerdas: Gina Krontasadt (Sección de cuerdas)
- Solo de Saxofón: Dan Higgins

- Datos: Q7699824